# Pallacanestro Cantù 2002-2003
Questa voce raccoglie le informazioni riguardanti la Pallacanestro Cantù nelle competizioni ufficiali della stagione 2002-2003.

## Stagione
La stagione 2002-2003 della Pallacanestro Cantù, sponsorizzata Oregon Scientific, è la 46ª nel massimo campionato italiano di pallacanestro, la Serie A.
Dopo il quarto posto della stagione precedente la dirigenza canturina decise di rinunciare al diritto di partecipare all'Eurolega per esigenze di budget. Inoltre vennero cambiate ancora le regole del campionato: adesso si potevano avere in squadra un massimo di quattro giocatori extracomunitari, così a malincuore la Pallacanestro Cantù decise di fare a meno di Ryan Hoover e Todd Lindeman, confermando gli altri quattro. Anche il capitano Antonello Riva salutò la società e venne ingaggiato al suo posto Phill Jones, mentre Dan Gay eroditò i gradi di capitano.
In campionato la Pallacanestro Cantù chiuse l'andata in seconda posizione a quattro punti di vantaggio sulla coppia delle terze. Cantù portò a compimento una serie di dieci partite vinte di fila poi interrotta dalla Montepaschi Siena. Successivamente iniziò la Coppa Italia dove i biancoblù eliminarono l'Olimpia Milano e Roseto accedendo alla finale contro la Benetton Treviso. Questa volta rispetto a sei mesi prima i canturini erano ben preparati e pronti ad ogni mossa dei biancoverdi, tanto da chiudere in vantaggio il primo tempo. Purtroppo ad inizio ripresa si fece male Bootsy Thornton e Cantù non fu più in grado di mantenere la stessa intensità e il trofeo andò agli avversari. La Pallacanestro Cantù si riprese ben presto dalla sconfitta ed alla terzultima giornata i canturini ancora secondi persero a Treviso, ma quello che fece più dispiacere fu l'infortunio a Jerry McCullough che sancì la fine della sua stagione. In questo modo alla penultima giornata i binacoblù si giocarono il secondo posto contro la Virtus Roma, forti anche di un vantaggio di diciassette punti nello scontro diretto. Tuttavia arrivò la sconfitta per 104-74, nonostante gli innesti di William Copeland e Yves Dupont. La Pallacanestro Cantù chiuse al terzo posto ed ai playoff incontrò di nuovo la Skipper Bologna. Inoltre per sostituire l'infortunato Jerry McCullough arrivò Tyson Wheeler. La serie iniziò con una vittoria dei canturini, ma lontano dal Pianella, dopo un supplementare ebbe la meglio la Skipper Bologna. Gara-3 vide di nuovo un supplementare acciuffato con un tiro da tre di Tyson Wheeler che a sette secondi si fece tutto il campo di corsa, si arrestò dalla linea dei tre punti e segnò i punti della parità. Anche questa volta l'Oregon Scientific Cantù crollò nei supplementari e la Fortitudo Bologna si portò sull'1-2. Al PalaDozza poi i canturini rimasero sempre attaccati alla partita ma non riuscirono a passare avanti e così si concluse la seconda stagione di altissimo livello della Oregon Scientific Cantù, che dopo essere stata a lungo in seconda posizione aveva fatto sognare i suoi tifosi di poter ambire allo scudetto.

## Roster
| Oregon Scientific Cantù 2002-2003 | Oregon Scientific Cantù 2002-2003 |
| Giocatori                         | Staff tecnico                     |
| --------------------------------- | --------------------------------- |

| N. | Naz.                                              | Ruolo | Nome               | Anno | Alt.   | Peso   |  |
| -- | ------------------------------------------------- | ----- | ------------------ | ---- | ------ | ------ |  |
| 4  | Brasile (bandiera) · Italia (bandiera)            | AC    | Marcelo Damião     | 1975 | 204 cm | 110 kg |  |
| 5  | Italia (bandiera)                                 | P     | Cristiano Fazzi    | 1972 | 181 cm | 74 kg  |  |
| 7  | Svezia (bandiera)                                 | PG    | William Copeland   | 1979 | 180 cm |        |  |
| 7  | Italia (bandiera)                                 | C     | Pierpaolo Corbetta | 1984 | 200 cm |        |  |
| 8  | Stati Uniti (bandiera)                            | A     | Samuel Hines       | 1970 | 198 cm | 102 kg |  |
| 9  | Stati Uniti (bandiera)                            | P     | Jerry McCullough   | 1973 | 178 cm | 82 kg  |  |
| 10 | Svezia (bandiera)                                 | C     | Fredrik Jönzén     | 1978 | 203 cm | 104 kg |  |
| 11 | Stati Uniti (bandiera) · Italia (bandiera)        | C     | Dan Gay (C)        | 1961 | 207 cm | 108 kg |  |
| 13 | Nuova Zelanda (bandiera) · Regno Unito (bandiera) | AP    | Phill Jones        | 1974 | 196 cm | 96 kg  |  |
| 15 | Stati Uniti (bandiera)                            | G     | Bootsy Thornton    | 1977 | 195 cm | 88 kg  |  |
| 16 | Stati Uniti (bandiera)                            | P     | Tyson Wheeler      | 1975 | 178 cm | 78 kg  |  |
| 18 | Belgio (bandiera)                                 | C     | Yves Dupont        | 1975 | 210 cm |        |  |
| 19 | Italia (bandiera)                                 | G     | Patrizio Riva      | 1981 | 198 cm | 90 kg  |  |
| 20 | Stati Uniti (bandiera)                            | AG    | Shaun Stonerook    | 1977 | 201 cm | 97 kg  |  |
| -  | Italia (bandiera)                                 | PG    | Fabio Borghi       | 1979 | 180 cm | 82 kg  |  |

| Allenatore |
| - Stefano Sacripanti                                                                                             |
| Assistente/i |
| - Bruno Arrigoni - Roberto Bianchi - Flavio Fioretti Legenda - (C) Capitano - (IN) Inattivo - Infortunato Roster |

## Mercato

### Sessione estiva
| Acquisti | Acquisti        | Acquisti       | Acquisti   |
| R.       | Nome            | da             | Modalità   |
| -------- | --------------- | -------------- | ---------- |
| AP       | Phill Jones     | Espoon Honka   | definitivo |
| P        | Cristiano Fazzi | A. Costa Imola | definitivo |
| C        | Fredrik Jönzén  | OSU Cowboys    | definitivo |

| Cessioni | Cessioni       | Cessioni          | Cessioni       |
| R.       | Nome           | a                 | Modalità       |
| -------- | -------------- | ----------------- | -------------- |
| G        | Antonello Riva | Virtus Rieti      | fine contratto |
| P        | Ryan Hoover    | Teramo Basket     | fine contratto |
| C        | Todd Lindeman  | Zhejiang Cyclones | fine contratto |
| GA       | Luca Ansaloni  | B.C. Ferrara      | fine contratto |

### Dopo l'inizio della stagione
| Acquisti | Acquisti         | Acquisti          | Acquisti       | Acquisti   |
| R.       | Nome             | da                | Data           | Modalità   |
| -------- | ---------------- | ----------------- | -------------- | ---------- |
| P        | William Copeland |                   | 23 aprile 2003 | definitivo |
| C        | Yves Dupont      | Bree              | 23 aprile 2003 | definitivo |
| P        | Tyson Wheeler    | Great Lakes Storm | 1 maggio 2003  | definitivo |

| Cessioni | Cessioni         | Cessioni | Cessioni       | Cessioni    |
| R.       | Nome             | a        | Data           | Modalità    |
| -------- | ---------------- | -------- | -------------- | ----------- |
| P        | William Copeland |          | 10 maggio 2003 | rescissione |